# Norbert Hölzl
Norbert Hölzl (* 4. Juni  1942 in Lienz) ist ein österreichischer Buch- und TV-Autor und ehemaliger Referatsleiter im ORF.

## Leben und Werk
Hölzl absolvierte seine Matura im Jahr 1961 in Lienz. Es folgte ein Studium an der Universität Wien und an der Schule für Film und Fernsehen der Wiener Kunstakademie, das er 1967 mit der Promotion zum Dr. phil. beendete. Von 1970 bis 2003 war er Referatsleiter im ORF Tirol, zuerst für Südtirol-Alpines, ab 1981 im Fachbereich Volkskultur und ab 1986 zusätzlich im Fachbereich Religion.
Hölzl schuf über 1000 Südtirolsendungen, die in Ö1 ausgestrahlt wurden, außerdem 150 TV-Dokumentationen, darunter aufwändige Produktionen wie „Tautschland lässt grüßen!“  über die einstigen deutschen Bauernrepubliken aus der Zeit um das Jahr 1000 nördlich von Verona und Vicenza (1979) und über Walther von der Vogelweide „Walther oder der Untergang des Stauferreiches“ mit Drehorten von der Wartburg bis Sizilien (1980).
Ein Schwerpunkt wurden Sendungen über Spanien und Südamerika für ORF, 3sat, RAI Bozen sowie deutsche Sender: „Österreich – Spanien“ und „Innsbruck – Toledo“ (1992). Eine TV-Dokumentation über Österreich, Deutschland und Brasilien mit dem Titel „Der Kaiser von Brasilien“ (1993) löste durch die portugiesische Fassung in Rio de Janeiro 1996 eine riesige Sambaparade über Austria aus. Hölzl drehte als erster im vergessenen Dorf Tirol von 1859 im Bundesstaat Espírito Santo nördlich von Rio.
Es folgten Filme über Hans Donners Arbeit für TV Globo in Rio, die „Holzmeister-Saga“, „500 Jahre Brasilien“ (2000) und  „Karneval von Rio bis zum Amazonas“ (2002). Dabei drehte er als erster Europäer das Indianerfest von Parintins. 1996 folgte die TV-Serie „Tirol rettet Dörfer in aller Welt“. Im Jahr 1998 folgte die TV-Dokumentation „Österreich – Chile“, über Indianer in Chile. 2001 „Weltreise nach Jerusalem“ über die erste und erfolgreichste All-inclusive-Bildungsreise Europas von 1898 bis 1914 über die Strecke Triest-Jaffa. In Ägypten zeigte er die Leistungen Negrellis für den Suezkanal, die teilweise bewusst verschwiegen wurden.
In mehreren Filmen von „800 Jahre Innsbruck“ (1980) bis „Maximilian – Das größte Kaisermonument des Abendlandes“ (2005) bemühte sich Hölzl um eine angemessene Deutung der beiden bekanntesten Denkmäler der Stadt Innsbruck, Goldenes Dachl und Hofkirche. Die Tafel mit der falschen Interpretation des Golddaches wurde auf seine Initiative entfernt.
2001 wurde Hölzl Text und Regie für den Bewerbungsfilm Innsbrucks für das Weltkulturerbe übertragen. Als Innsbruck seine Bewerbung zurückzog, schuf Hölzl mit dem „Goldenen Zeitalter“ (2002) einen kritischen Film über den nachlässigen Umgang Innsbrucks mit seinen international bedeutendsten Kunstwerken.

## Veröffentlichungen
- Theatergeschichte des östlichen Tirol. Vom Mittelalter bis zur Gegenwart. (Teil 1). Band II In der Reihe Theatergeschichte Österreichs. Österreichische Akademie der Wissenschaften, Böhlau, Wien 1966.
- Theatergeschichte des östlichen Tirol. Vom Mittelalter bis zur Gegenwart. (Teil 2: Sammlung der Spieltexte und der zeitgenössischen Zeugnisse). Österreichische Akademie der Wissenschaften, Böhlau, Wien 1967.
- Alpenländische Barockdramen. Kampf- und Tendenzstücke der Tiroler Gegenreformation. Textband, Böhlau, Wien 1970, ISBN 3205060504.
- Propagandaschlachten, Österreichische Wahlkämpfe 1945 bis 1971. Oldenbourg, München 1974, ISBN 3486441418.
- 1000 Jahre Tirol. 1999; 5. Auflage Edition Tirol, Reith 2007, ISBN 978-3-85361-127-2;  7. Auflage, Tyrolia, Innsbruck 2017
- Das goldene Zeitalter. Der Traum Kaiser Maximilians 1502–2002. Kaiser gegen Papst, Innsbruck gegen Rom, Michelangelo gegen Dürer. Edition Tirol, 2001, ISBN 3853610641.
- Weltpolitik einer Österreicherin. Von der Unabhängigkeit Brasiliens bis zum Abzug der Sowjets aus Wien. Edition Tirol, Reith 2011, ISBN 978-3-85361-155-5.
- 650 Jahre Tirol bei Österreich. Ein Durcheinander vom ersten Tag bis heute. Tirol Buch 2013.